# Lars Bystøl
Lars Bystøl (Voss, 4 dicembre 1978) è un ex saltatore con gli sci norvegese, campione olimpico dal trampolino normale a Torino 2006.
È nipote del combinatista nordico Arne, a sua volta sciatore nordico di alto livello.

## Biografia
In Coppa del Mondo ha esordito ventitreenne il 19 gennaio 2002 a Zakopane (24°), ha ottenuto il primo podio l'11 marzo 2005 a Lillehammer (3°) e la prima vittoria il 4 gennaio 2006 a Innsbruck, nella terza tappa del Torneo dei quattro trampolini. Ai XIX Giochi olimpici invernali di Salt Lake City 2002, sua prima partecipazione olimpica, è stato 31° nel trampolino normale, 38° nel trampolino lungo e 9° nella gara a squadre.
Ha vinto due medaglie di bronzo ai Mondiali nelle prove a squadre, a Val di Fiemme 2003 e a Oberstdorf 2005. Sempre nella prova a squadre è andato a medaglia anche ai Mondiali di volo del 2006 (oro).
Ai XX Giochi olimpici invernali di Torino 2006 ha conquistato una medaglia in ognuna delle tre prove in programma. Ha vinto la medaglia d'oro nella gara sul trampolino normale K95, davanti al finlandese Matti Hautamäki e al compagno di squadra Roar Ljøkelsøy; ha ottenuto poi il bronzo nella gara individuale sul trampolino lungo K125, dietro ai due austriaci Thomas Morgenstern e Andreas Kofler e nella gara a squadre, dove la Norvegia è arrivata terza dietro Austria (oro) e Finlandia (argento).
Il 16 gennaio 2009 è stata resa nota la positività di Bystøl a un test antidoping: nell'atleta era stato riscontrato tetraidrocannabinolo (principio attivo della cannabis) dopo una gara nazionale disputata nel novembre precedente a Vikersund. Bystøl, che già in precedenza aveva avuto problemi di alcolismo tanto da essere escluso dalla squadra norvegese nel 2004 per questa ragione, non è più tornato alle competizioni.

## Palmarès

### Olimpiadi
- 3 medaglie:
  - 1 oro (trampolino normale a Torino 2006)
  - 2 bronzi (trampolino lungo, gara a squadre a Torino 2006)

### Mondiali
- 2 medaglie:
  - 2 bronzi (gara a squadre a Val di Fiemme 2003; gara a squadre dal trampolino lungo a Oberstdorf 2005)

### Mondiali di volo
- 1 medaglia:
  - 1 oro (gara a squadre a Tauplitz 2006)

### Coppa del Mondo
- Miglior piazzamento in classifica generale: 10º nel 2005
- 6 podi (4 individuali, 2 a squadre):
  - 1 vittoria (individuale)
  - 2 secondi posti (1 individuale, 1 a squadre)
  - 3 terzi posti (2 individuali, 1 a squadre)

#### Coppa del Mondo - vittorie
| Data           | Località  | Nazione | Trampolino     |
| -------------- | --------- | ------- | -------------- |
| 4 gennaio 2006 | Innsbruck | Austria | Bergisel HS130 |

#### Torneo dei quattro trampolini
- 1 podio di tappa[5]:
  - 1 vittoria

#### Nordic Tournament
- 1 podio di tappa[5]:
  - 1 terzo posto